# Purpurstrupig karib
Purpurstrupig karib (Eulampis jugularis) är en fågel i familjen kolibrier.

## Utbredning och systematik
Fågeln förekommer i bergsskogarna i Små Antillerna. Den behandlas som monotypisk, det vill säga att den inte delas in i några underarter. DNA-studier visar att släktet Eulampis är en del av Anthracothorax. Resultaten har dock ännu inte lett till några taxonomiska förändringar.

## Status och hot
Arten har ett stort utbredningsområde, men tros minska i antal, dock inte tillräckligt kraftigt för att den ska betraktas som hotad. Internationella naturvårdsunionen IUCN listar arten som livskraftig (LC).

## Bilder

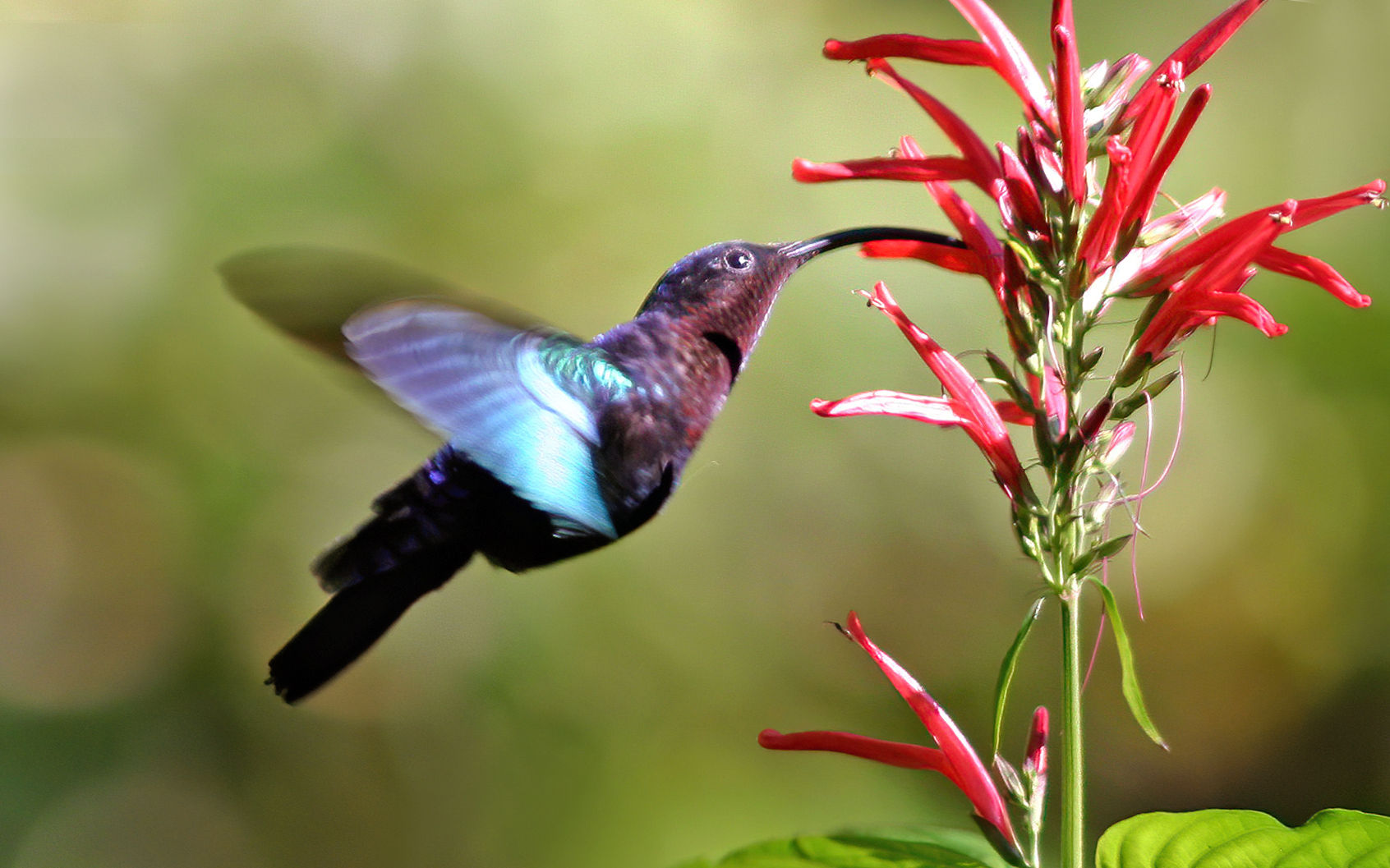
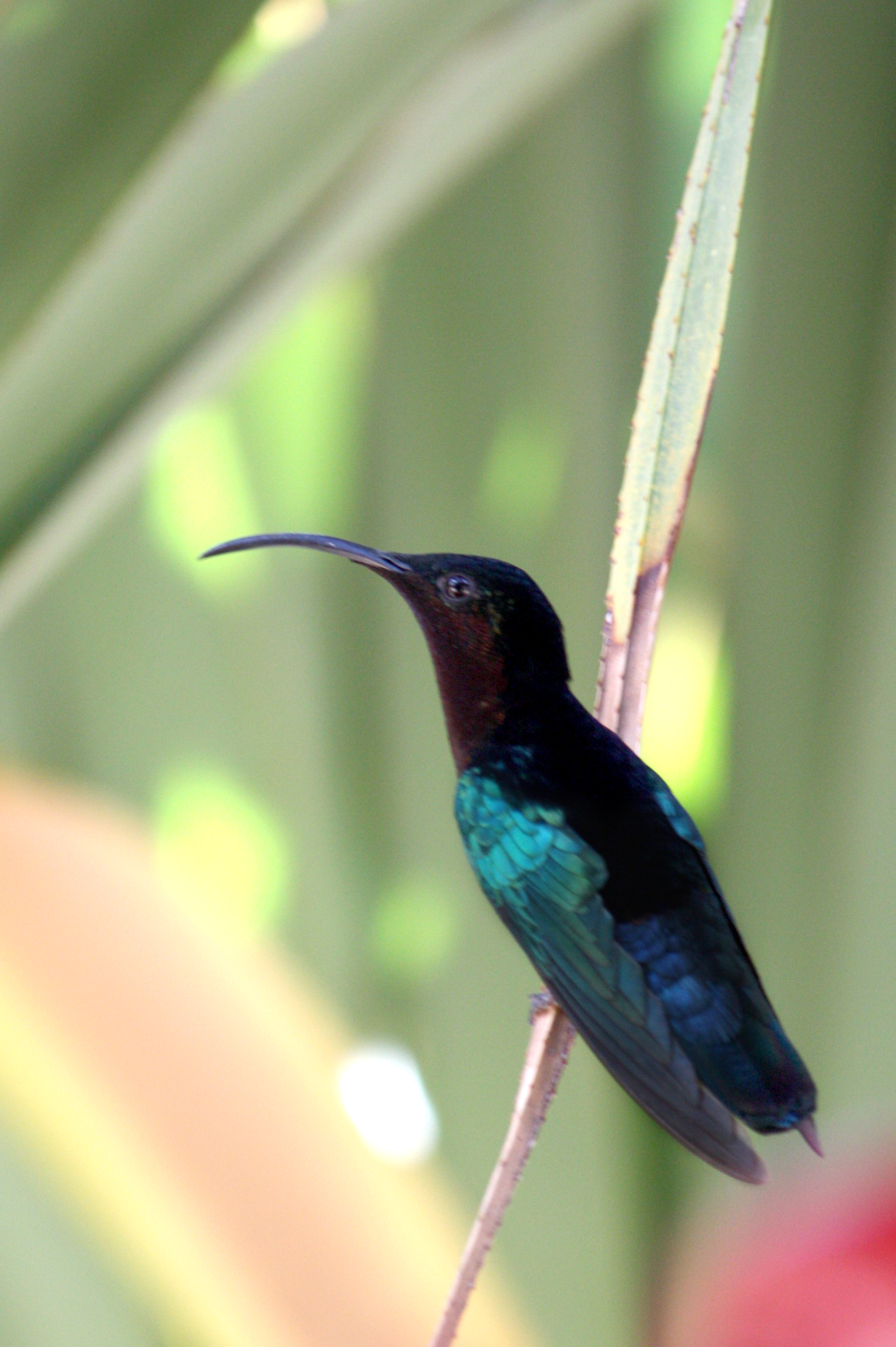